# Seznam odborov Državnega zbora Republike Slovenije
Seznam odborov Državnega zbora Republike Slovenije.

## 1. državni zbor Republike Slovenije
- Odbor za gospodarstvo
- Odbor za infrastrukturo in okolje
- Odbor za kmetijstvo in gozdarstvo
- Odbor za finance in kreditno-monetarno politiko
- Odbor za nadzor proračuna in drugih javnih financ
- Odbor za mednarodne odnose
- Odbor za notranjo politiko in pravosodje
- Odbor za obrambo
- Odbor za znanost, tehnologijo in razvoj
- Odbor za zdravstvo, delo, družino in socialno politiko
- Odbor za kulturo, šolstvo in šport
- Odbor za spremljanje uresničevanja Resolucije o izhodiščih zasnove nacionalne varnosti Republike Slovenije

## 2. državni zbor Republike Slovenije
- Odbor za gospodarstvo
- Odbor za infrastrukturo in okolje
- Odbor za kmetijstvo in gozdarstvo
- Odbor za finance in monetarno politiko
- Odbor za nadzor proračuna in drugih javnih financ
- Odbor za mednarodne odnose
- Odbor za notranjo politiko in pravosodje
- Odbor za obrambo
- Odbor za znanost in tehnologijo
- Odbor za zdravstvo, delo, družino in socialno politiko
- Odbor za kulturo, šolstvo in šport
- Odbor za spremljanje uresničevanja Resolucije o izhodiščih zasnove nacionalne varnosti Republike Slovenije

## 3. državni zbor Republike Slovenije
- Odbor za gospodarstvo
- Odbor za infrastrukturo in okolje
- Odbor za kmetijstvo in gozdarstvo
- Odbor za finance in monetarno politiko
- Odbor za zunanjo politiko
- Odbor za notranjo politiko
- Odbor za obrambo
- Odbor za zdravstvo, delo, družino, socialno politiko in invalide
- Odbor za kulturo, šolstvo, mladino, znanost in šport

## 4. državni zbor Republike Slovenije
- Odbor za lokalno samoupravo in regionalni razvoj
- Odbor za gospodarstvo
- Odbor za okolje in prostor
- Odbor za kmetijstvo, gozdarstvo in prehrano
- Odbor za finance in monetarno politiko
- Odbor za zunanjo politiko
- Odbor za notranjo politiko, javno upravo in pravosodje
- Odbor za obrambo
- Odbor za promet
- Odbor za zdravstvo
- Odbor za kulturo, šolstvo in šport
- Odbor za visoko šolstvo, znanost in tehnološki razvoj
- Odbor zadeve Evropske unije